# (523736) 2014 QA442
2014 QA442, também escrito como 2014 QA442, é um objeto transnetuniano que está localizado no cinturão de Kuiper, uma região do Sistema Solar. Este corpo celeste é classificado como um cubewano. Ele possui uma magnitude absoluta de 5,3 e tem um diâmetro estimado de cerca de 386 km. O astrônomo Mike Brown lista este corpo celeste em sua página na internet como um candidato a possível planeta anão.

## Descoberta
2014 QA442 foi descoberto em 16 de agosto de 2014 pelo Pan-STARRS 1.

## Órbita
A órbita de 2014 QA442 tem uma excentricidade de 0,179 e possui um semieixo maior de 42,953 UA. O seu periélio leva o mesmo a uma distância de 35,250 UA em relação ao Sol e seu afélio a 50,655 UA.